# 龍訥比機場
龍訥比機場（瑞典語：Ronneby Airport）是瑞典龍訥比的一座機場，由Swedavia擁有並營運。該機場位於距離龍訥比約4公里、卡爾斯港及卡爾斯克魯納各約30公里處，是一座軍民兩用機場，內設有布萊金厄飛行聯隊（F 17）的設施。

## 航線
北歐航空運營往返斯德哥爾摩阿蘭達機場的航班。2006年夏季曾開通了與哥特蘭島維斯比的航線。2007年至2008年間，還曾運營與波蘭格但斯克的航線。此外，該機場偶爾也有包機航班。

以下航空公司在龍訥比機場運營定期航班和包機服務：
| 航空公司 | 目的地            |
| -------- | ----------------- |
| 北歐航空 | 斯德哥爾摩-阿蘭達 |

## 外部連結
- 官方網站